# Liste d'élèves de l'École supérieure de physique et de chimie industrielles de la ville de Paris
Cette page recense les diplômés de l'École supérieure de physique et de chimie industrielles de la ville de Paris qui ont une page dédiée dans Wikipédia.

## Liste
| Année du diplôme | Promotion | Nom                          | Activités principales |
| ---------------- | --------- | ---------------------------- | --- |
| 1885             | 1re       | Charles Féry                 | professeur d'optique à l'école, constructeur d'instruments scientifiques |
| 1885             | 1re       | Léon Schützenberger          | chimiste et directeur d'une maison d'héliogravure, fils de Paul Schützenberger |
| 1886             | 2e        | Émile Fleurent               | professeur de chimie industrielle du Conservatoire national des arts et métiers, député des Vosges                                                                                    |
| 1887             | 3e        | Eugène Tassilly              | chimiste et pharmacien, collaborateur de Marcellin Berthelot au Collège de France |
| 1888             | 4e        | Paul Boucherot               | physicien, inventeur de la méthode de Boucherot et du moteur asynchrone |
| 1888             | 4e        | Paul Lebeau                  | travaux en toxicologie et pharmacie chimique |
| 1889             | 5e        | Octave Boudouard             | chimiste, découverte de l'équilibre de Boudouard |
| 1889             | 5e        | Georges Claude               | fondateur d'Air liquide |
| 1890             | 6e        | Paul Delorme                 | fondateur d'Air liquide |
| 1890             | 6e        | Auguste Hollard              | physicien nucléaire, chimiste, traducteur et historien des religions |
| 1891             | 7e        | Paul Langevin                | directeur de l'école, professeur au Collège de France et membre de l'Académie des sciences                                                                                            |
| 1892             | 8e        | Charles Chéneveau            | physicien et collaborateur de Pierre Curie |
| 1893             | 9e        | André-Louis Debierne         | chimiste, découvreur de l'actinium |
| 1893             | 9e        | Georges Urbain               | chimiste, découvreur du Lutécium, membre de l'Académie des sciences |
| 1893             | 9e        | Maurice Nicloux              | ingénieur, médecin et biochimiste |
| 1895             | 11e       | Robert Bienaimé              | directeur d'Houbigant, puis fondateur des Parfums Bienaimé |
| 1895             | 11e       | Hippolyte Copaux             | chimiste et directeur des études de l'ESPCI |
| 1896             | 12e       | Georges Méker                | chimiste et inventeur du bec Meker |
| 1896             | 12e       | Léon Creux                   | inventeur du compresseur Scroll |
| 1900             | 16e       | Gabriel Boreau               | capitaine d'industrie, inventeur du Violonista et du Radiotone |
| 1901             | 17e       | Albert Laborde               | assistant de Pierre Curie, ingénieur, photographe, écrivain, filleul de l'épouse d'Émile Zola                                                                                         |
| 1902             | 18e       | Jacques Danne                | physicien et préparateur à l'Institut du Radium |
| 1905             | 21e       | Jean Casimir Danysz          | physicien, étudie la radioactivité β avec Pierre et Marie Curie |
| 1907             | 23e       | Marcel Boll                  | membre fondateur de l'Union rationaliste, principal introducteur de la philosophie des sciences du cercle de Vienne en France                                                         |
| 1908             | 24e       | Gaston Danne                 | physicien, collaborateur de Pierre et Marie Curie et fondateur du Journal de physique et le radium                                                                                    |
| 1908             | 24e       | Louis Berthe                 | ethnologue, spécialiste des Baduy de Java occidental et de Timor |
| 1909             | 25e       | Raymond Cornubert            | chimiste, travaux sur les cyclanones, prix Jecker |
| 1909             | 25e       | Victor Renelle               | chimiste, fondateur du syndicat des techniciens des industries chimiques, résistant                                                                                                   |
| 1909             | 25e       | Marcel Tournier              | physicien, chef de division de recherche à l'ONERA |
| 1909             | 25e       | Fernand Lebeau               | physicien, normalien et agrégé, mort pour la France, neveu et fils adoptif du mathématicien Émile Borel                                                                               |
| 1910             | 26e       | Fernand Holweck              | physicien du vide et des ultrasons, prix Albert-1er-de-Monaco de l'Académie des sciences, résistant                                                                                   |
| 1910             | 26e       | Henri Gondet                 | physicien, directeur du Pavillon Bellevue du CNRS |
| 1911             | 27e       | Paul Perrin                  | député sous la IIIe République |
| 1913             | 29e       | Lucien Lévy                  | industriel, inventeur du récepteur superhétérodyne |
| 1914             | 30e       | René Dufour                  | physicien, inventeur du four à induction à haute fréquence |
| 1918             | 34e       | René Lucas                   | travaux sur la diffraction de la lumière par les ondes ultrasonores |
| 1919             | 35e       | Maurice Deloraine            | inventeur du radiocompas et du système HF/DF |
| 1920             | 36e       | Albert Paraz                 | chimiste, romancier et journaliste |
| 1920             | 36e       | Henri Moureu                 | travaux sur la propulsion des fusées, fils de Charles Moureu |
| 1920             | 36e       | Guy Emschwiller              | chimiste, travaux sur la photochimie |
| 1922             | 38e       | Robert Boussard              | physicien, spécialiste de l'élasticité, de la photoélasticimétrie et de la résistance des matériaux                                                                                   |
| 1923             | 39e       | Pierre Biquard               | professeur d'électricité de l'école, prix Félix-Robin |
| 1923             | 39e       | Frédéric Joliot              | prix Nobel de chimie (1935), fondateur du Commissariat à l'énergie atomique |
| 1923             | 39e       | André Langevin               | physicien, travaux sur la piézoélectricité, chef de travaux d'électricité appliquée à l'école, fils de Paul Langevin                                                                  |
| 1923             | 39e       | Henri Le Boiteux             | physicien, directeur scientifique à l'ONERA |
| 1923             | 39e       | Jean-Jacques Trillat         | président de l'Académie des sciences |
| 1924             | 40e       | André Voisin                 | agronome, précurseur de l'agriculture raisonnée |
| 1925             | 41e       | Georges Champetier           | travaux en chimie macromoléculaire |
| 1925             | 41e       | Gaston Charlot               | travaux en chimie analytique |
| 1926             | 42e       | Raymond Grégoire             | chercheur du laboratoire Curie de l'Institut du radium |
| 1931             | 47e       | Jean Surugue                 | professeur de l'école et directeur scientifique à l'ONERA |
| 1933             | 49e       | Bertrand Goldschmidt         | physicien nucléaire, un des inventeurs de la bombe atomique française |
| 1937             | 53e       | Denise Albe-Fessard          | neurologue, spécialiste de l'étude de la douleur |
| 1940             | 56e       | Raymond Daudel               | chimiste, un des fondateurs de la chimie quantique |
| 1941             | 57e       | Simone Séailles              | résistante, agent du Special Operations Executive, morte en déportation |
| 1942             | 58e       | Jean Rigaudy                 | chimiste, spécialiste de l’oxydation photochimique de composés aromatiques |
| 1943             | 59e       | Jacques Labeyrie             | physicien et climatologue, fondateur du centre des faibles radioactivités au CNRS |
| 1944             | 60e       | Jean-Émile Charon            | physicien et philosophe, théorie de la relativité complexe |
| 1945             | 61e       | Marcel Bohy                  | chimiste et ingénieur dans l'industrie chimique |
| 1946             | 62e       | Pierre Gy                    | auteur d'une théorie de l'échantillonnage de la matière granulaire (en) |
| 1948             | 64e       | Jean Néel                    | physico-chimiste et spécialiste de chimie macromoléculaire |
| 1948             | 64e       | Hélène Langevin-Joliot       | physicienne, directrice de recherche au CNRS, présidente de l'Union rationaliste, fille de Frédéric Joliot et d'Irène Curie                                                           |
| 1948             | 64e       | Michel Langevin              | physicien et syndicaliste, directeur de recherche au CNRS, petit-fils de Paul Langevin                                                                                                |
| 1948             | 64e       | Jacques Badoz                | physicien, spécialiste de l'interaction entre l'optique et la matière. |
| 1949             | 65e       | Christophe Tzara             | physicien, chercheur au CEA, fils de Tristan Tzara et Greta Knutson, époux de Claude Sarraute                                                                                         |
| 1950             | 66e       | Philippe Dreyfus             | informaticien, vice-président de Capgemini, pionnier de l'informatique. |
| 1950             | 66e       | Yves Le Corre                | physicien, président de l'université Paris VII |
| 1950             | 66e       | Daniel Saint-James           | physicien et théoricien marxiste, assistant de Pierre-Gilles de Gennes au Collège de France                                                                                           |
| 1952             | 67e       | Roger Belbéoch               | physicien, spécialiste des accélérateurs de particules et de la physique des faisceaux de haute énergie.                                                                              |
| 1952             | 67e       | Jean Uebersfeld              | physicien et directeur d'étude à l'école |
| 1954             | 69e       | Michel Lavalou               | directeur scientifique de Rhône-Poulenc, membre fondateur de l'Académie des technologies                                                                                              |
| 1954             | 69e       | Alice Recoque                | Informaticienne, développement du mini-ordinateur CAB500. |
| 1954             | 69e       | Bernard Trémillon            | directeur de Chimie ParisTech, spécialiste de l’électrochimie et de la chimie en solution.                                                                                            |
| 1955             | 70e       | Maurice Goldman              | travaux de résonance magnétique nucléaire |
| 1956             | 71e       | Nino Boccara                 | physicien et mathématicien, spécialiste de l'analyse fonctionnelle et de la théorie des distributions                                                                                 |
| 1956             | 71e       | Robert Klapisch              | physicien spécialiste de physique des particules, directeur de recherche au CERN |
| 1957             | 72e       | Jean-Loup Motchane           | physicien et militant associatif, professeur à l'Université Denis Diderot, fils de Léon Motchane                                                                                      |
| 1959             | 74e       | Claude Quivoron              | chimiste et directeur de l'École nationale supérieure de chimie de Paris (ENSCP) |
| 1960             | 75e       | Lucien Monnerie              | chimiste spécialiste de la physico-chimie des polymères, directeur d'étude à l'école                                                                                                  |
| 1960             | 75e       | Bernard Sapoval              | ingénieur et physicien, spécialiste des fractales |
| 1962             | 77e       | Pierre Papon                 | directeur général du CNRS et de l'IFREMER |
| 1964             | 79e       | Philippe Boulanger           | fondateur et directeur de la rédaction de Pour la science, rédacteur en chef d'Archimède, prix Jean-Perrin, prix d'Alembert                                                           |
| 1964             | 79e       | Linh Nguyen                  | fondateur et président directeur général de Picogiga International, membre de l'Académie des technologies                                                                             |
| 1966             | 81e       | Jacques Duran                | physicien, directeur des études de l'École |
| 1969             | 84e       | Marie-France Carlier         | biochimiste, médaille d'argent du CNRS |
| 1970             | 85e       | Alain Brillet                | physicien, spécialiste des ondes gravitationnelles, médaille d'or du CNRS |
| 1971             | 86e       | Michel Delamar               | chimiste, président de l'université Paris-Diderot de 1997 à 2002. |
| 1971             | 86e       | Gérard Dreyfus               | Chercheur en Intelligence Artificielle, professeur émérite à l'ESPCI, Life Fellow de l'IEEE                                                                                           |
| 1972             | 87e       | Henri-Dominique Petit        | président-directeur général de Sperian Protection |
| 1974             | 89e       | Claude Hennion               | physicien et président de sociétés français |
| 1974             | 89e       | Laurent Vigroux              | directeur de l'institut d'astrophysique de Paris |
| 1975             | 90e       | Bernard Serin                | président-directeur général de Cockerill |
| 1976             | 91e       | Philippe Goebel              | président-directeur général de Total Petrochemicals France |
| 1977             | 92e       | Christian Reinaudo           | président-directeur général d'Agfa-Gevaert |
| 1978             | 93e       | Marc Fermigier               | physicien, directeur des études de l'École |
| 1978             | 93e       | Daniel Lincot                | médaille d'argent du CNRS, directeur du laboratoire d'électrochimie et de chimie analytique de Chimie ParisTech                                                                       |
| 1979             | 94e       | Vincent Croquette            | directeur de recherche à l'École normale supérieure, prix IBM, prix spécial de la Société française de physique                                                                       |
| 1980             | 95e       | Philippe Klein               | directeur général adjoint et membre du comité exécutif du groupe Renault |
| 1980             | 95e       | Hervé This                   | fondateur de la gastronomie moléculaire |
| 1980             | 95e       | François Bouchet             | astrophysicien, directeur de recherche à l'Institut d'astrophysique de Paris |
| 1981             | 96e       | Florence Babonneau           | médaille d'argent du CNRS, directrice de recherches au laboratoire de chimie de la matière condensée                                                                                  |
| 1982             | 97e       | Jean-Marc Di Meglio          | physicien, membre honoraire de l'Institut universitaire de France |
| 1982             | 97e       | Marie-Laure Pochon           | dirigeante d'entreprise |
| 1982             | 97e       | Éric Sartori                 | chimiste et historien des sciences |
| 1984             | 99e       | Éric Carreel                 | ingénieur et entrepreneur |
| 1984             | 99e       | Philippe Vannier             | président-directeur général de Bull |
| 1985             | 100e      | David Quéré                  | physicien des fluides, prix Roberval |
| 1985             | 100e      | Isabelle Guyon               | chercheuse en intelligence artificielle, professeur de l'Université Paris-Saclay |
| 1987             | 102e      | Gautier Hamel de Monchenault | physicien nucléaire, Prix Joliot-Curie de la Société française de physique |
| 1988             | 103e      | Anne Davaille                | géophysicienne et directrice de recherche au CNRS |
| 1990             | 105e      | Thibault Verny               | archevêque de Chambéry |
| 1991             | 106e      | Jacqueline Bloch             | physicienne des nanosciences, médaille d'argent du CNRS, membre de l'Académie des sciences                                                                                            |
| 1992             | 107e      | Pierre Nassoy                | physicochimiste et biophysicien, médaille de l'innovation 2022 du CNRS, fondateur de TreeFrog Therapeutics                                                                            |
| 1993             | 108e      | Vincent Bouchiat             | PDG-Fondateur de Grapheal, prix Yves-Rocard (2023) de la Société française de physique                                                                                                |
| 1998             | 114e      | Denis Bartolo                | biophysicien, prix Ancel de la Société Française de Physique 2019, prix Pierre-Gilles de Gennes 2016 de la Conférence “From Solid State to BioPhysics X: From Basic to Life Sciences” |
| 1999             | 114e      | Claire Wilhelm               | biophysicienne, prix Ancel de la Société Française de Physique 2014, médaille de bronze 2011 et d'argent 2022 du CNRS                                                                 |
| 2001             | 116e      | Anne-Laure Biance            | Chercheuse en mécanique des fluides, médaille de bronze 2017 du CNRS |
| 2001             | 116e      | Amaelle Landais-Israël       | glaciologue et climatologue, médaille d'argent 2023 du CNRS. |
| 2002             | 117e      | Jérémy Bercoff               | fondateur de SupersonicImagine |
| 2007             | 122e      | Maïlys Grau                  | présidente-fondatrice de Circouleur |
| 2007             | 122e      | Abdou Rachid Thiam           | biophysicien, médaille de bronze du CNRS 2020 |

## Photographies

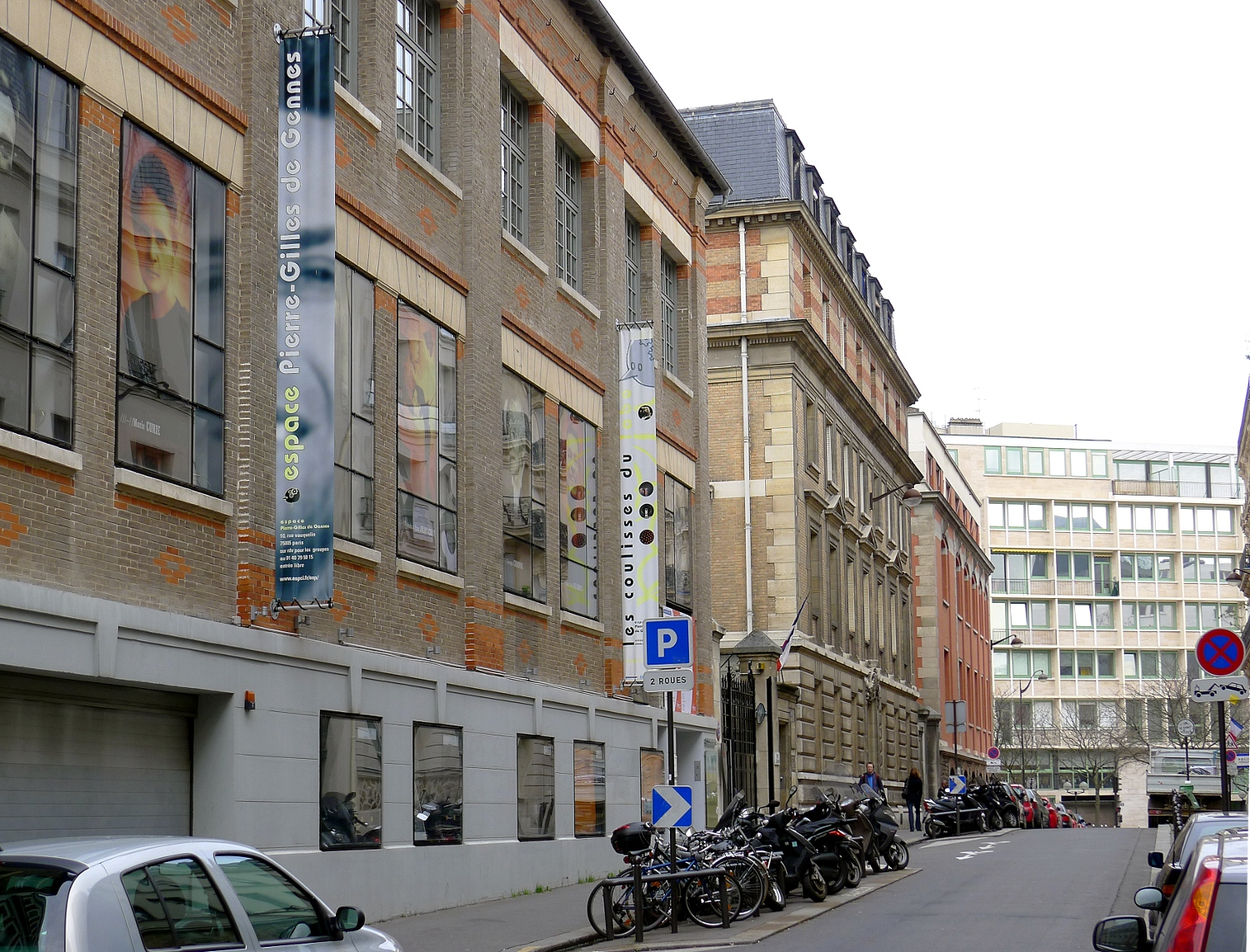
Entrée de l'école, rue Vauquelin.
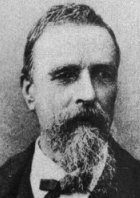
Paul Schützenberger, chimiste, fondateur et directeur de l'école de 1882 à 1896, vers 1882.
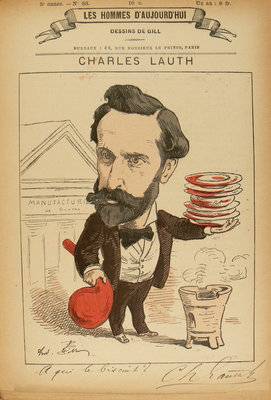
Charles Lauth, directeur de l'école de 1897 à 1904, caricature par Gill en 1874.
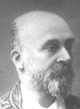
Albin Haller, directeur de l'école entre 1905 et 1925, en 1902.
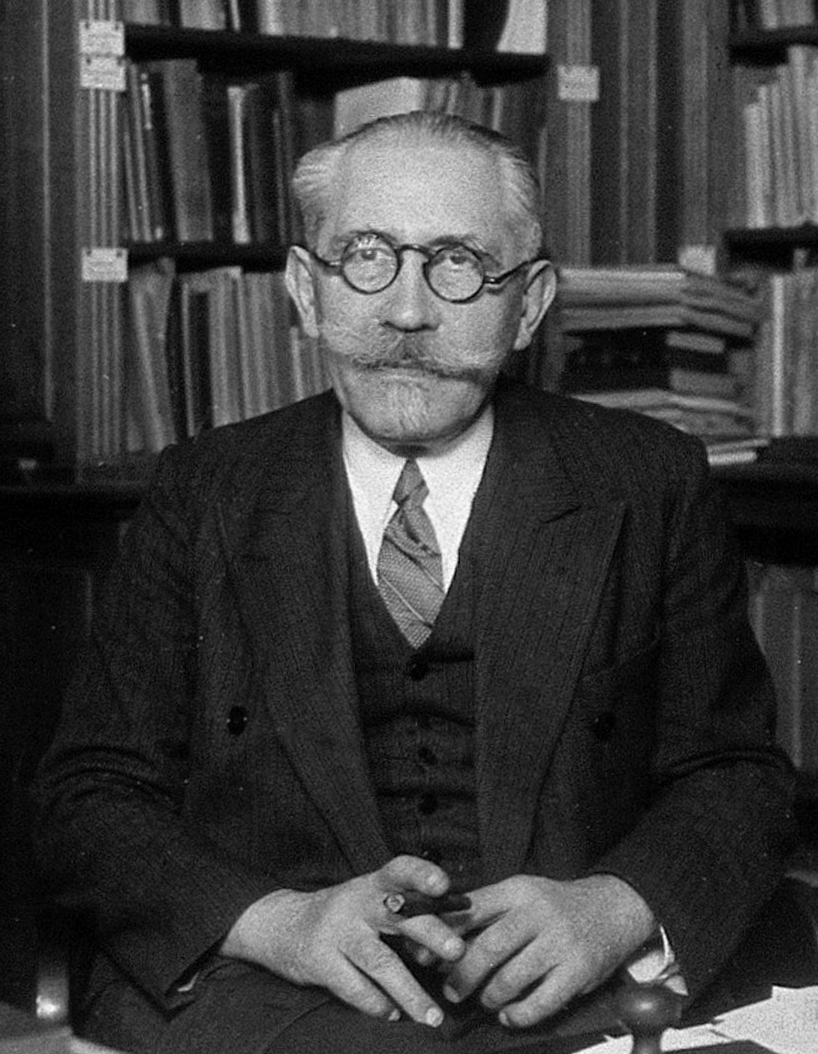
Paul Langevin, ingénieur de la 7e et directeur de l'école entre 1925 et 1946, dans son bureau.
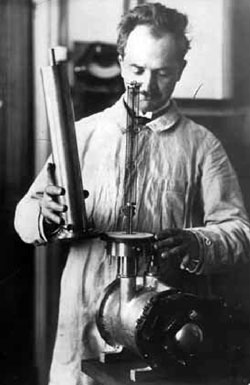
Fernand Holweck, ingénieur de la 26e, en 1924.
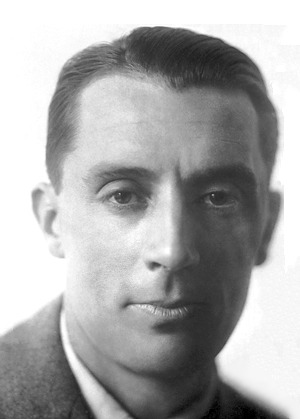
Frédéric Joliot, ingénieur de la 39e, en 1935.
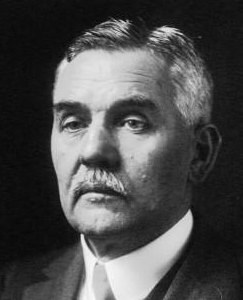
Georges Claude, ingénieur de la 5e, en 1926.
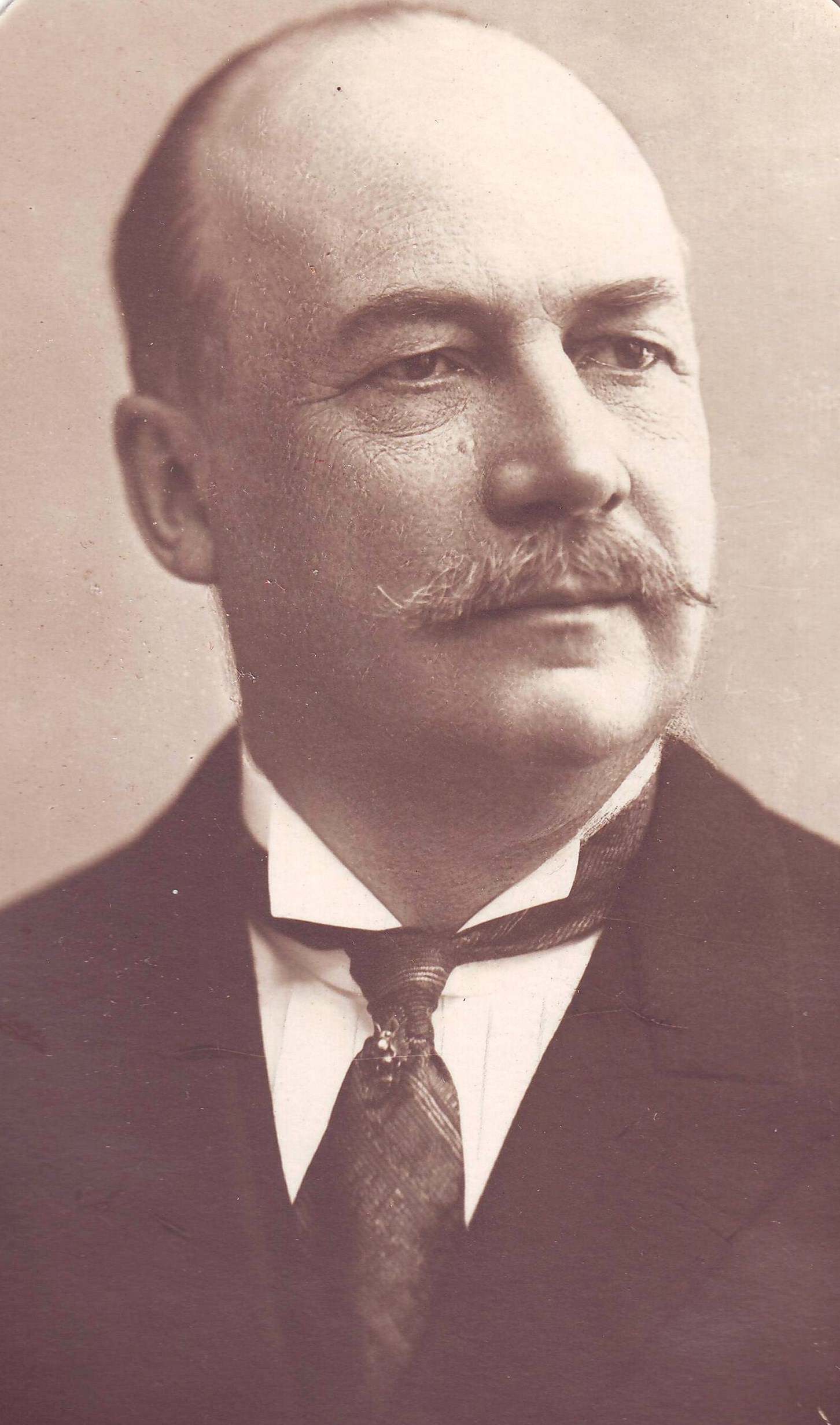
Charles Chéneveau, ingénieur de la 8e.
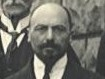
André-Louis Debierne, ingénieur de la 9e, en 1922.
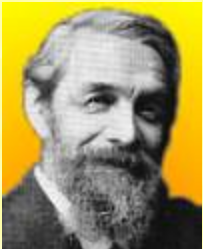
Georges Urbain, ingénieur de la 9e.
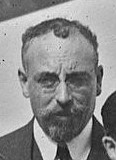
Maurice Nicloux, ingénieur de la 9e.
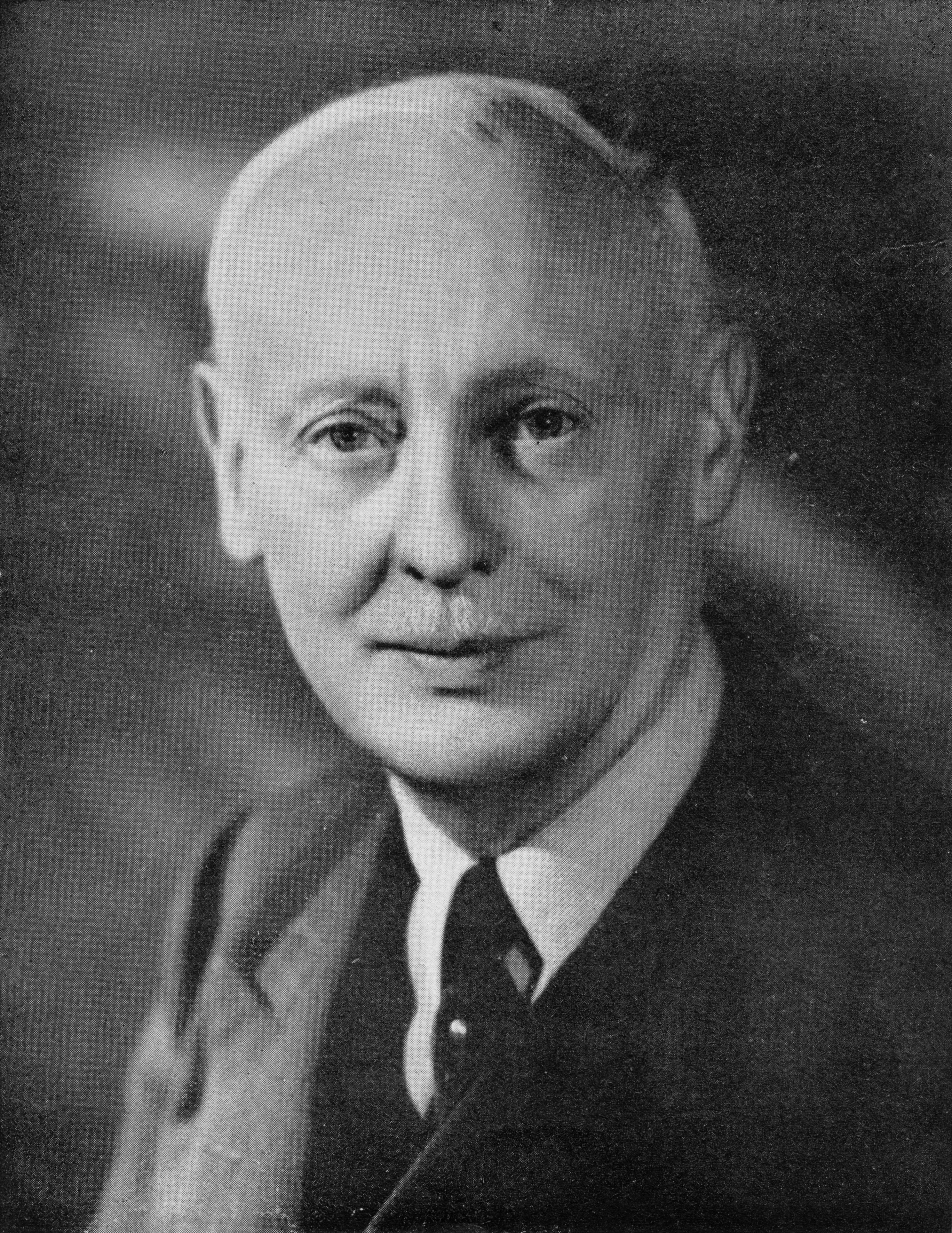
Robert Bienaimé, ingénieur de la 11e.
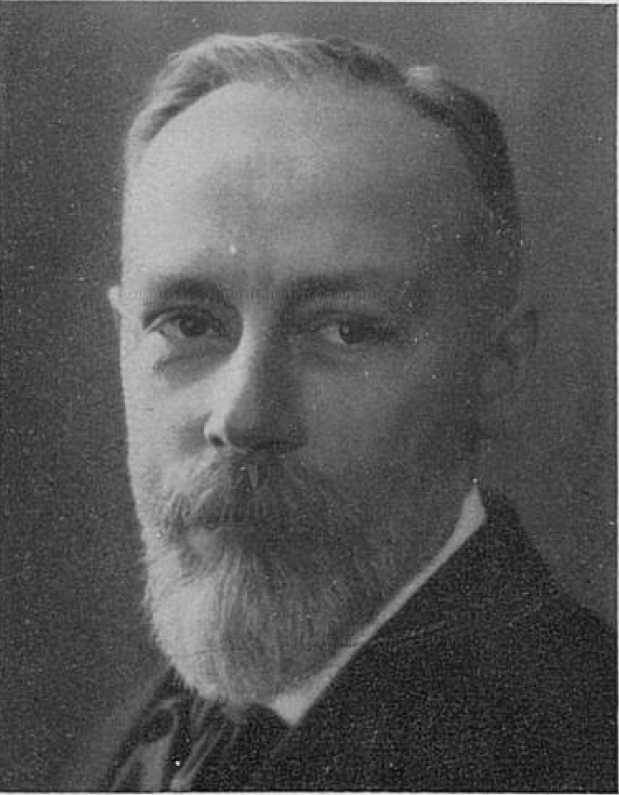
Hippolyte Copaux, ingénieur de la 11e, en 1932.
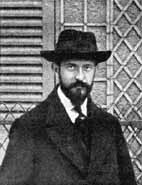
Jean Casimir Danysz, ingénieur de la 21e.
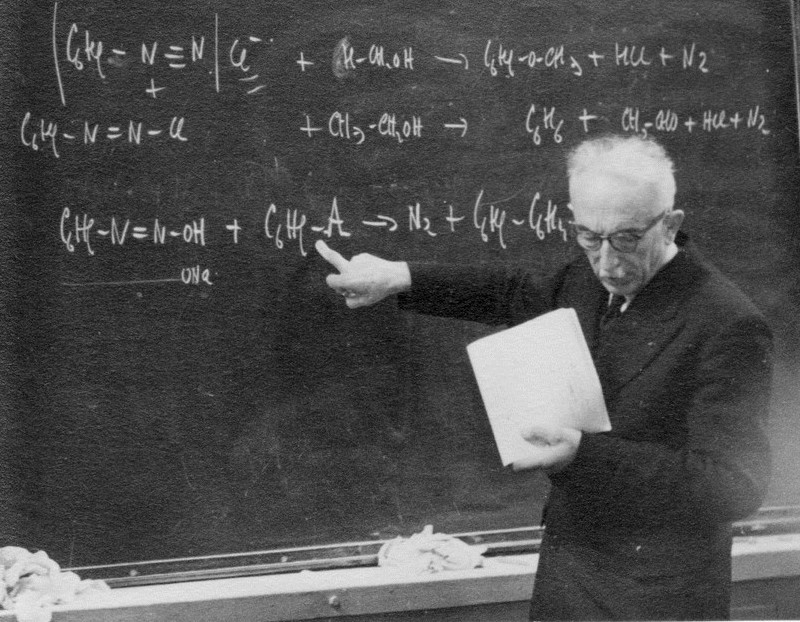
Raymond Cornubert, ingénieur de la 25e, en 1958.
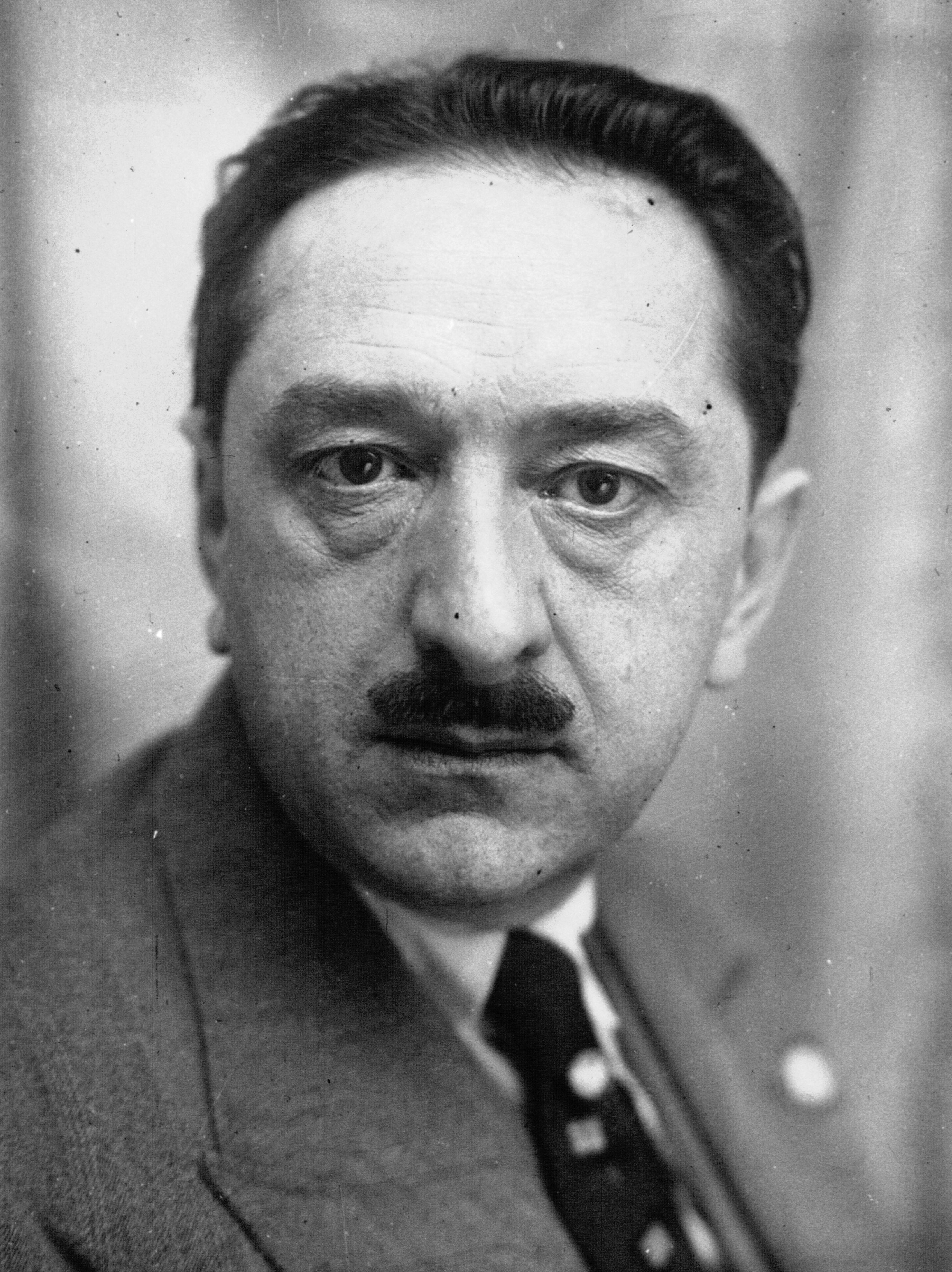
Paul Perrin, ingénieur de la 27e, en 1932.
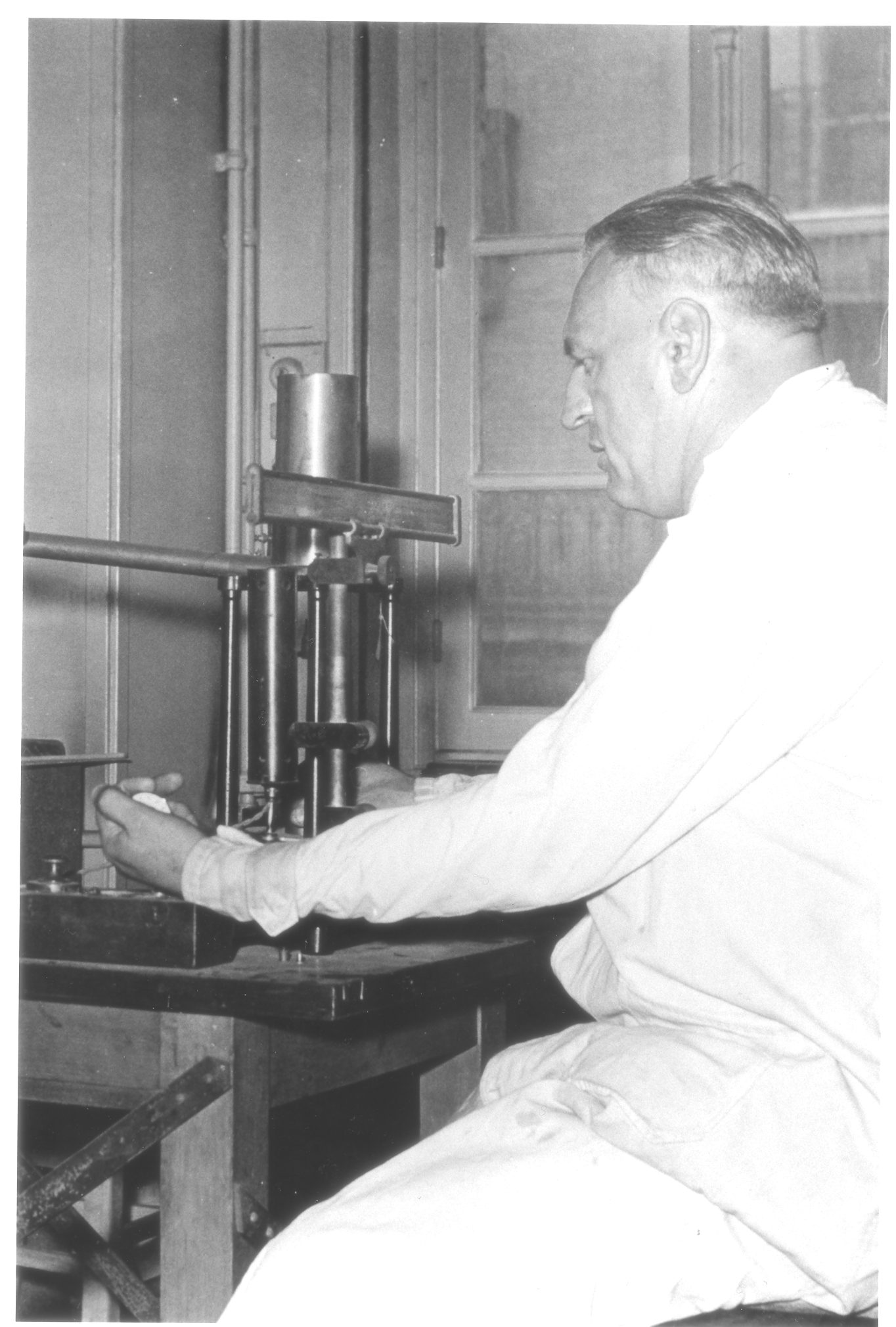
Raymond Grégoire, ingénieur de la 42e.
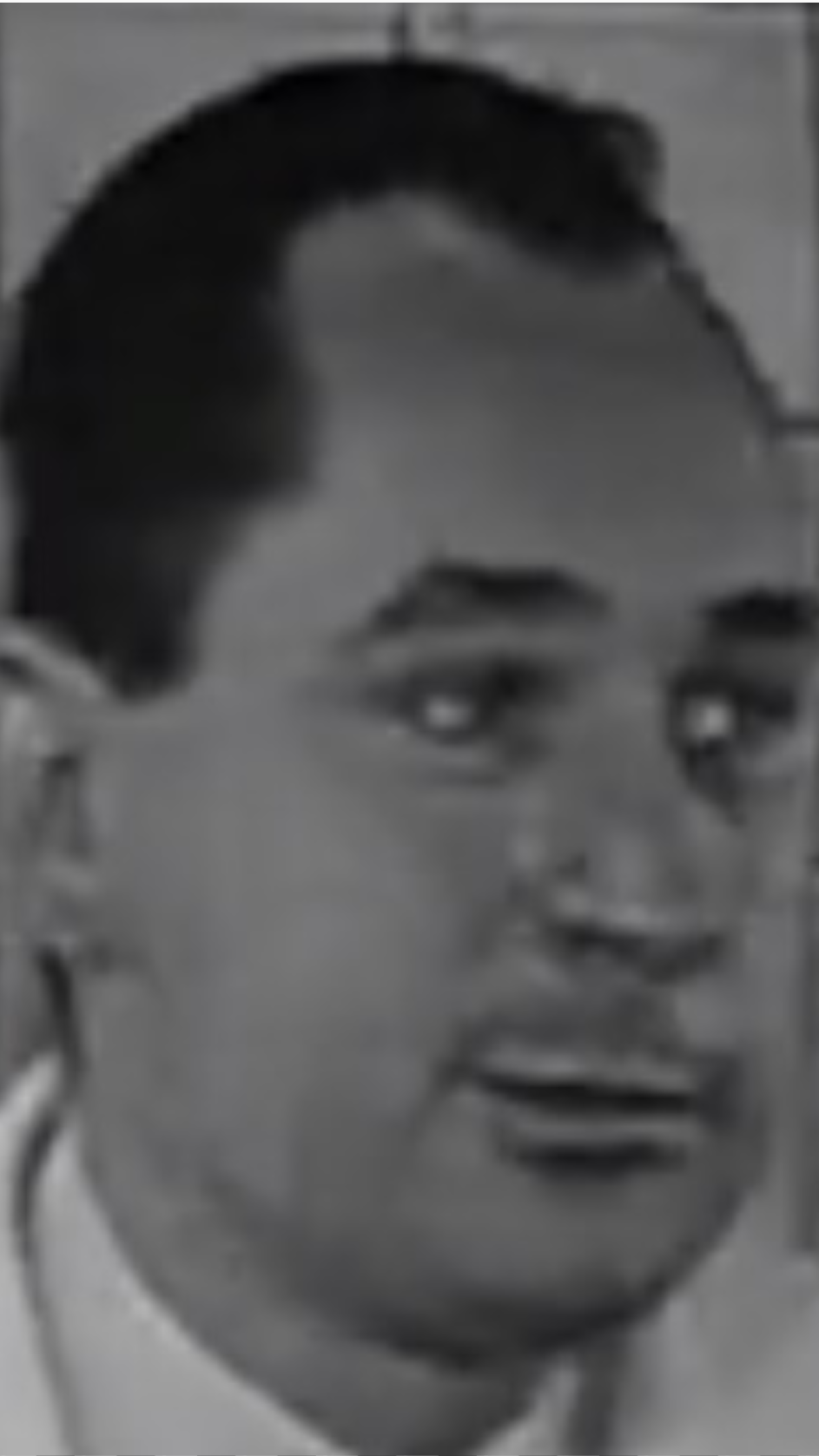
Michel Langevin, ingénieur de la 64e, en 1963.
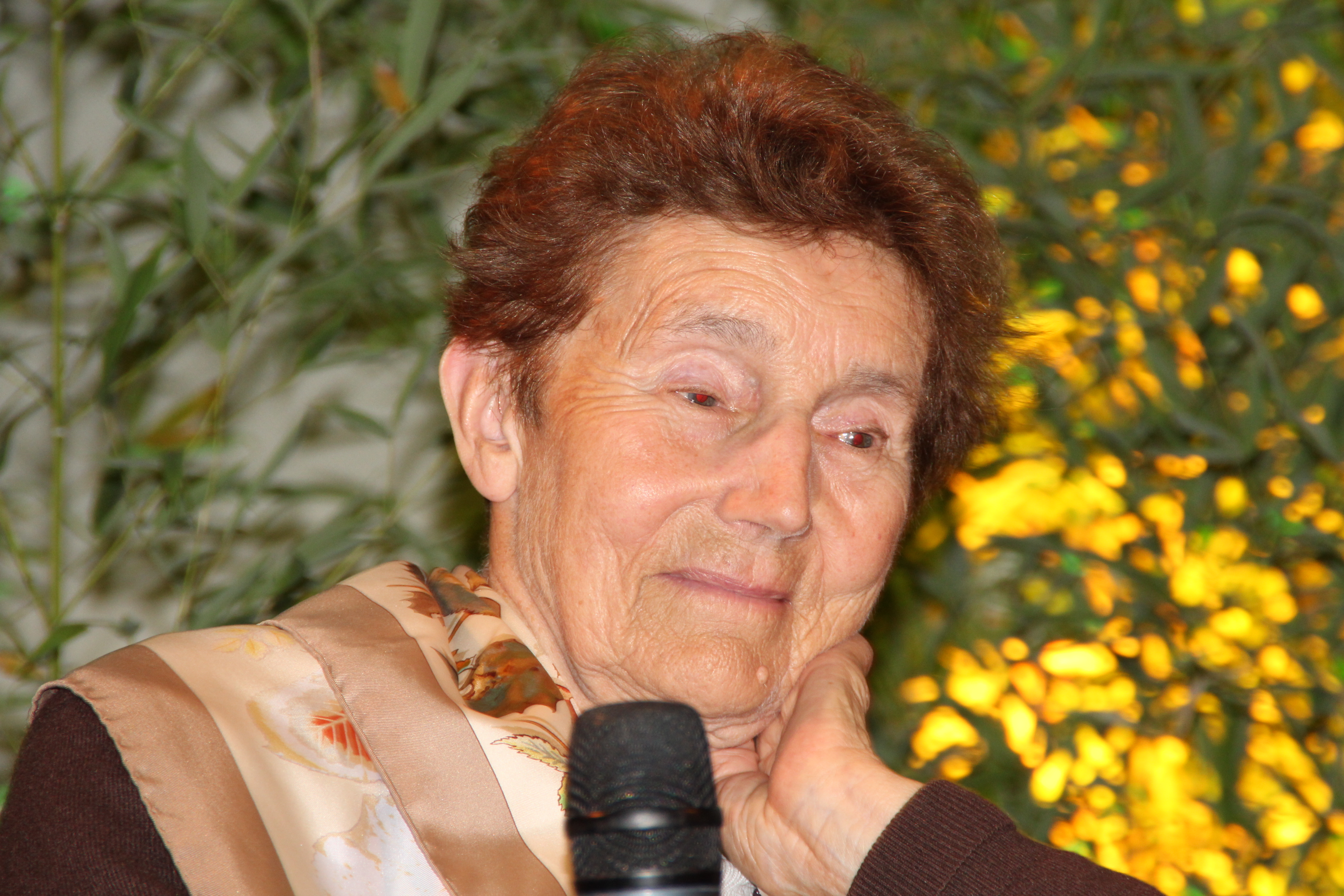
Hélène Langevin-Joliot, ingénieur de la 64e, en 2012.
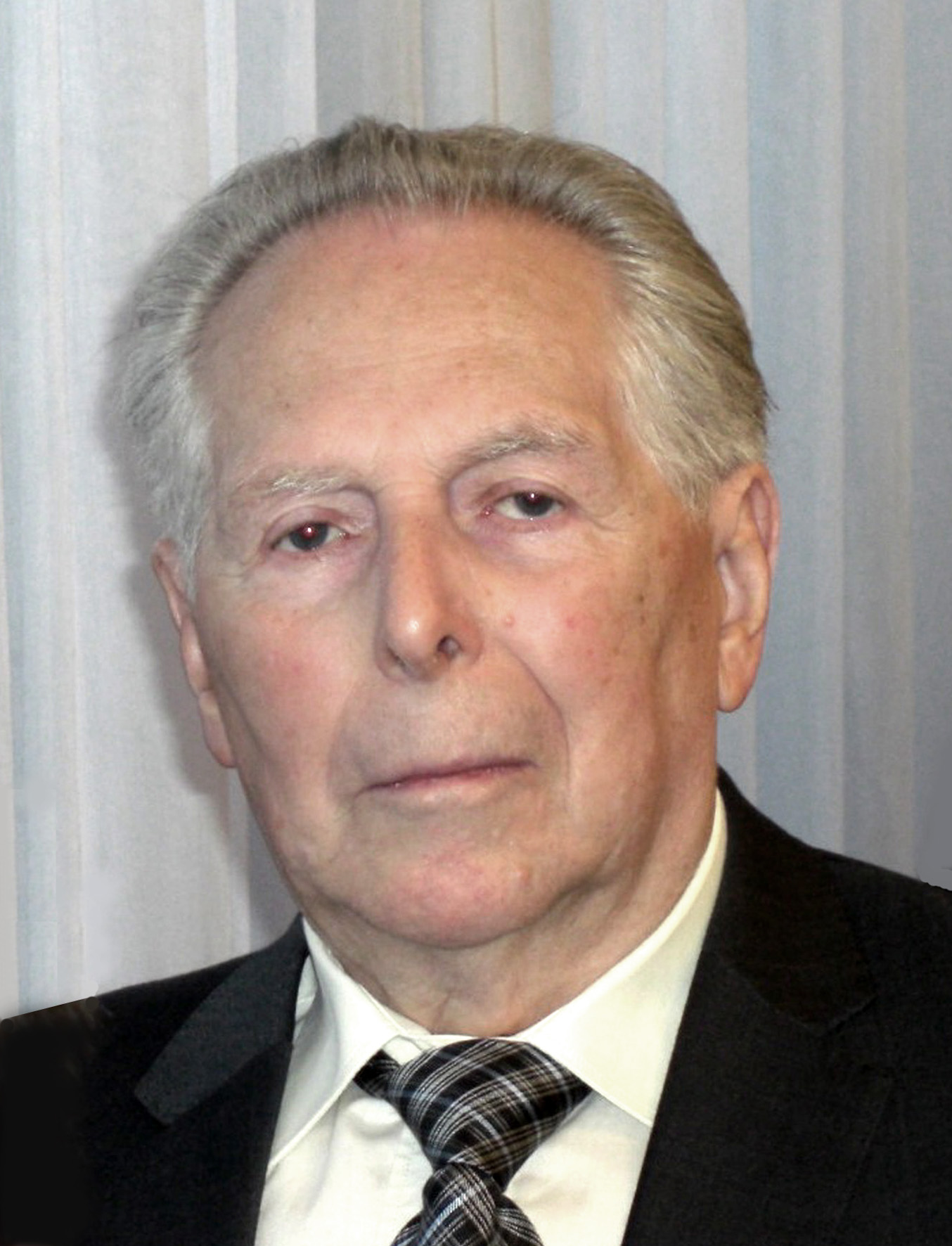
Bernard Trémillon, ingénieur de la 69e, en 2012.
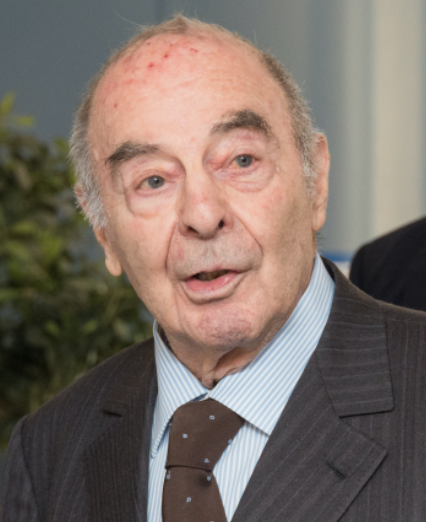
Robert Klapisch, ingénieur de la 71e, en 2017.
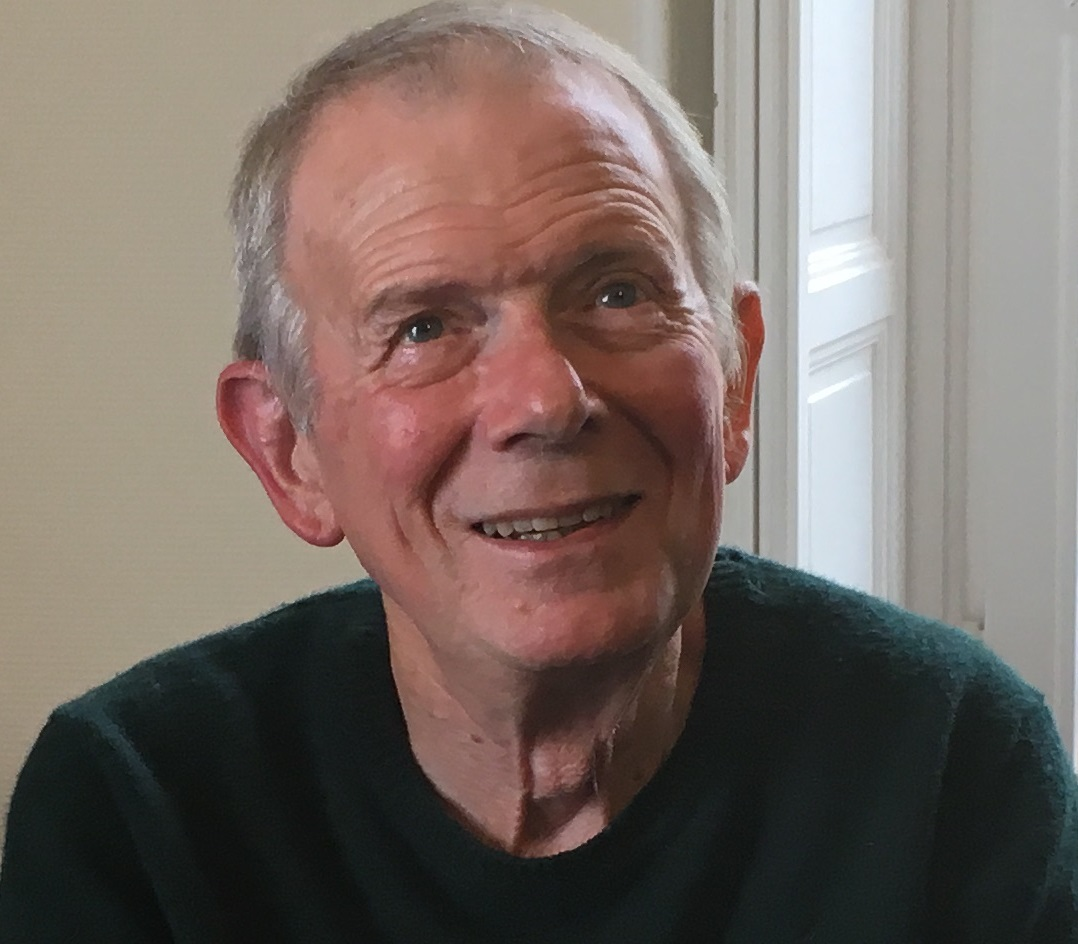
Alain Brillet, ingénieur de la 85e, en 2017.
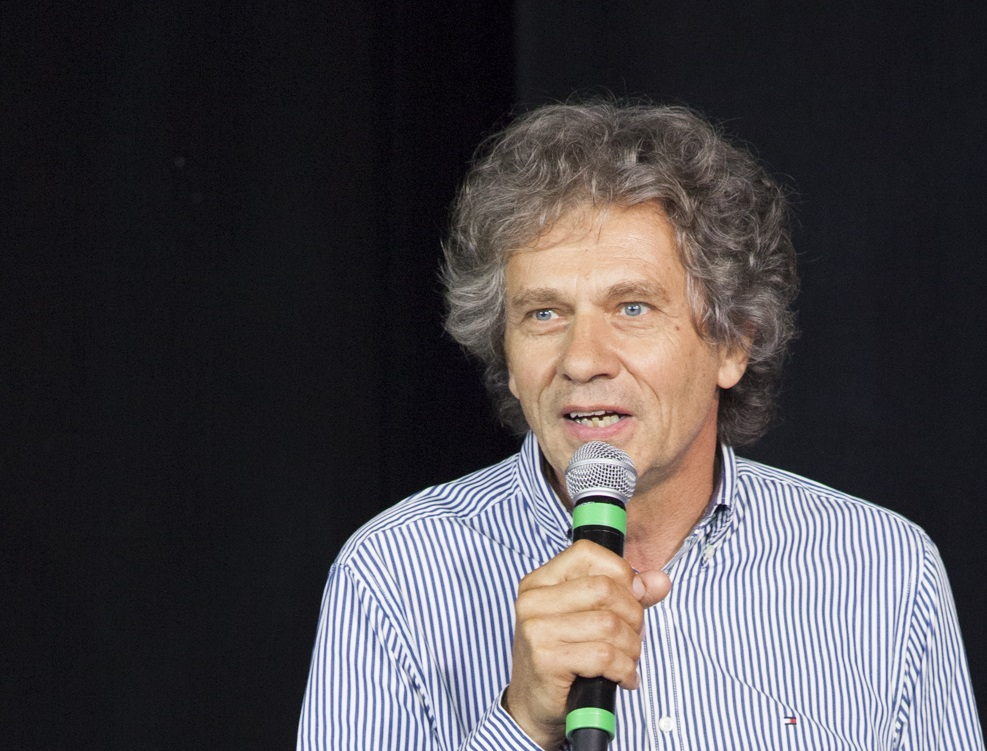
Claude Hennion, ingénieur de la 89e, en 2017.
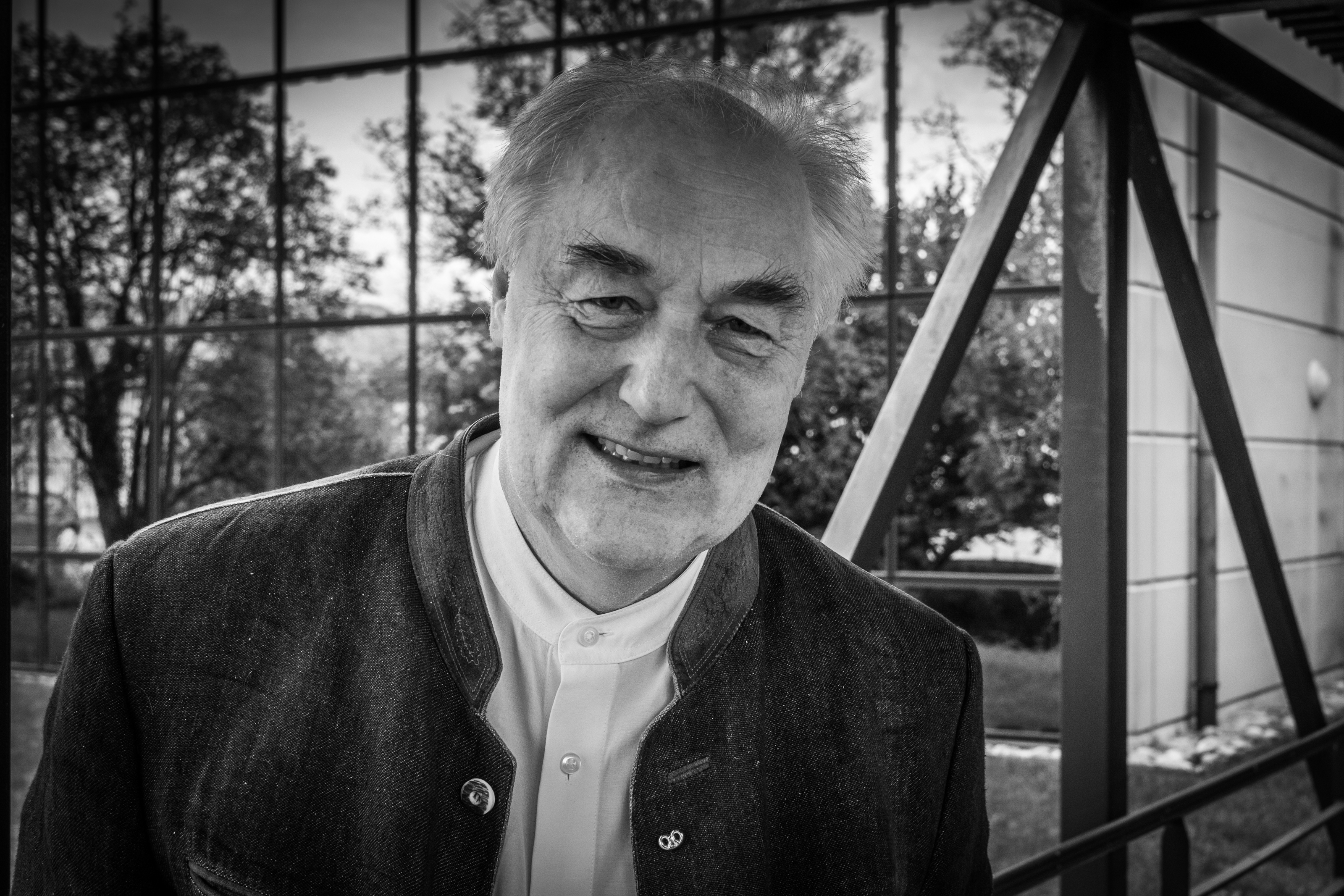
Hervé This, ingénieur de la 95e, en 2018.
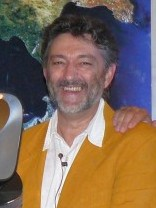
François Bouchet, ingénieur de la 95e, astrophysicien, en 2009.
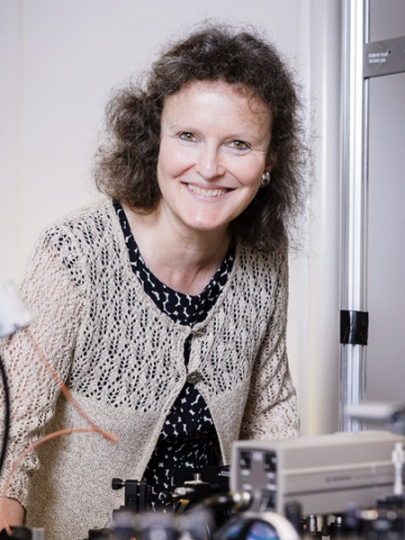
Jacqueline Bloch, ingénieur de la 106e, en 2020.
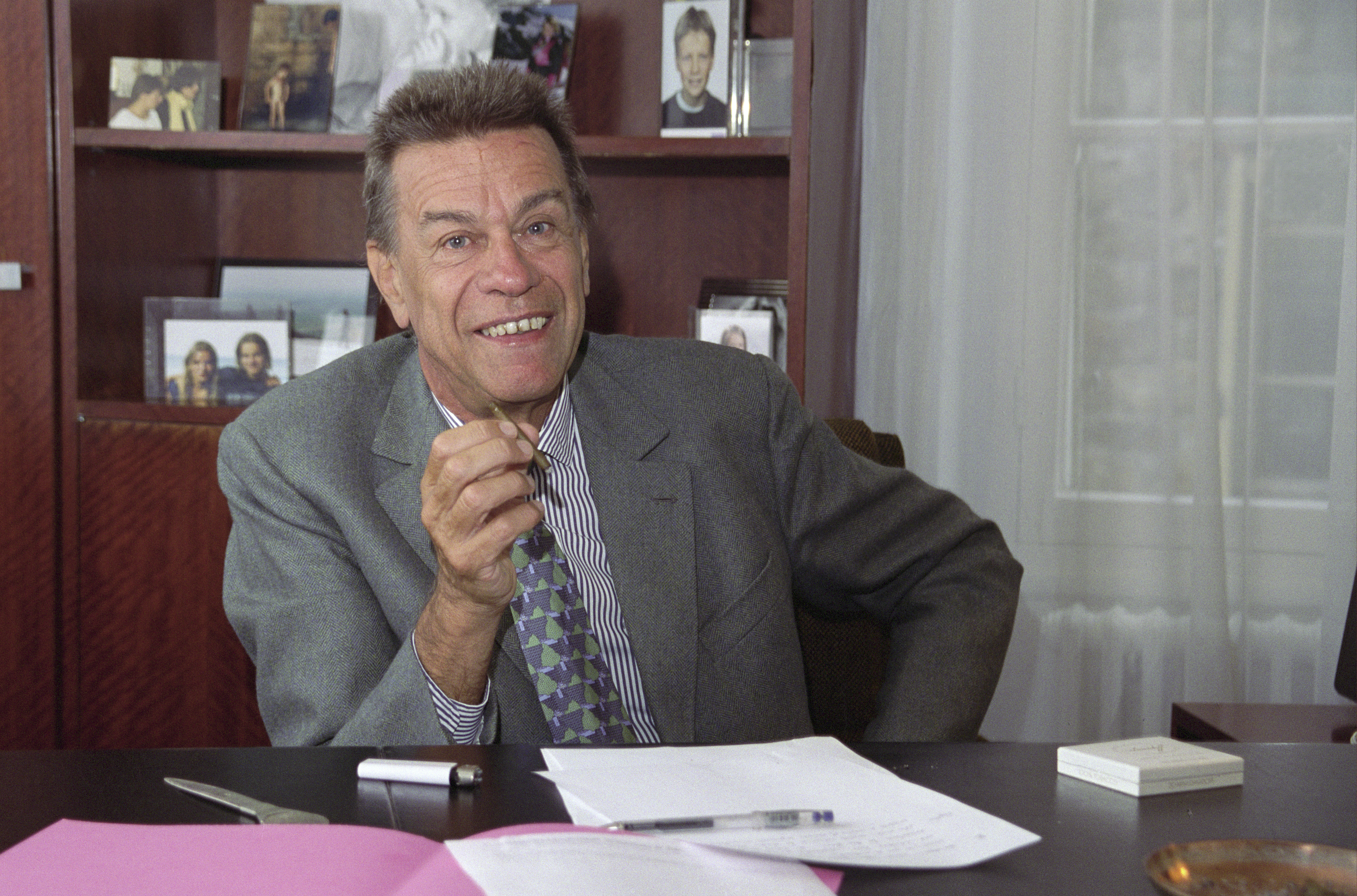
Pierre-Gilles de Gennes, directeur de l'école de 1976 à 2003, dans son bureau, en 1995.
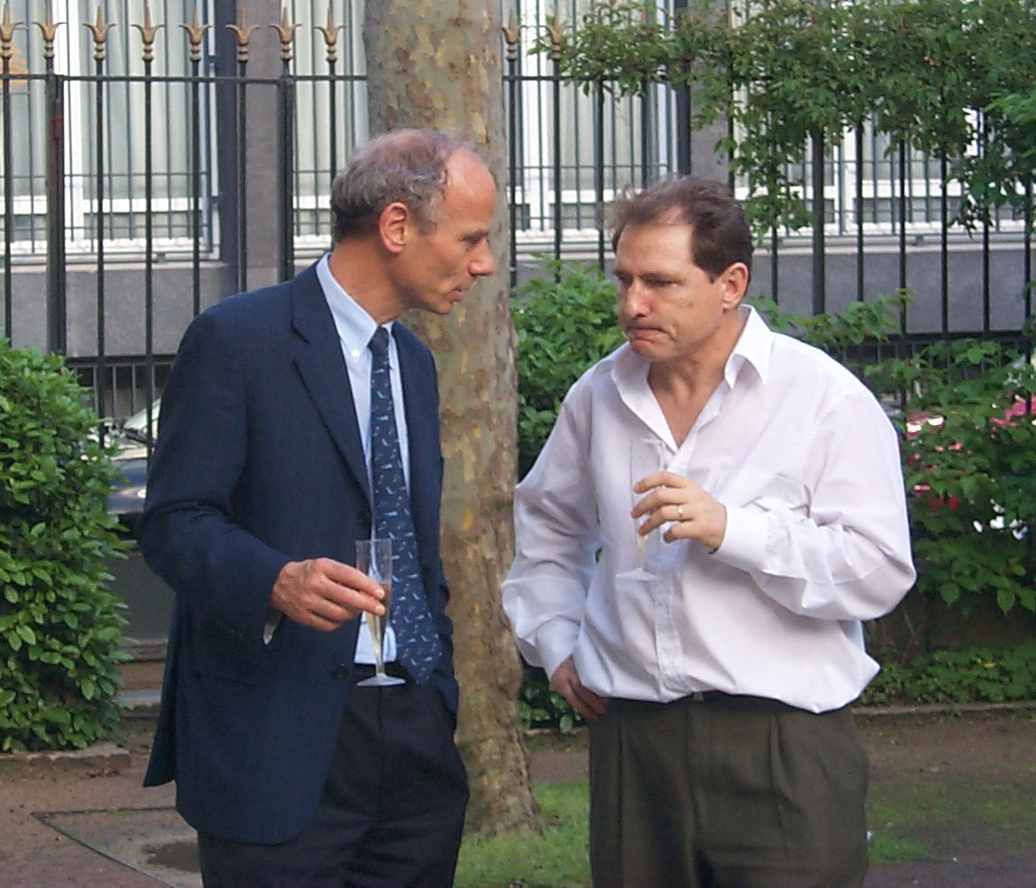
Jacques Lewiner et Jacques Prost, directeur de l'école de 2003 à 2013, en 1998.
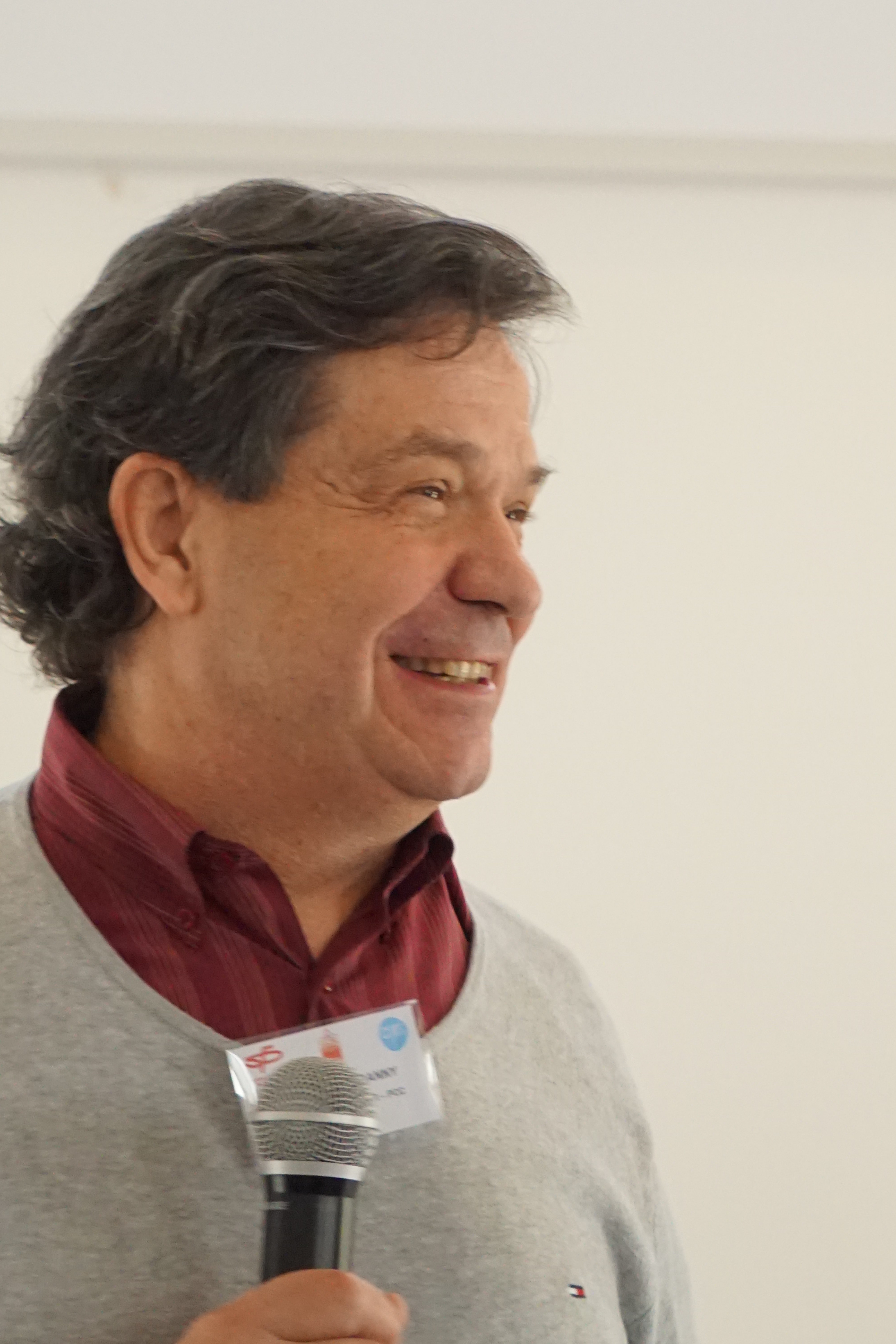
Jean-François Joanny, directeur de l'école de 2014 à 2018, en 2018.